# Cremezzano
Cremezzano è una frazione del comune di San Paolo, in provincia di Brescia.
Si trova a nord-ovest dell'abitato principale. È stata un comune autonomo fino al 17 novembre 1927, quando fu aggregata al comune di Pedergnaga originando l'attuale ente municipale.

## Toponimo
Secondo quanto riportato da Mazza (1986), il nome deriverebbe dal latino Cremutianus, aggettivo del nome Cremutius.

## Storia
In epoca alto medievale fu colonia benedettina con annesso monastero. Il feudo in seguito passò alla famiglia Lana, con annesso titolo comitale. Fu presente anche un castello, il cui perimetro si può rilevare oggi dal tracciato delle vie Orti, Don Riccardo Caffi, XXV Aprile e Giardini.
Le prime testimonianze del comune risalgono all'Estimo visconteo del 1385, stando al quale apparteneva alla quadra di Quinzano. In tale inquadramento si mantenne anche durante il dominio della Repubblica di Venezia.
Nel 1531 fu innalzata a spese dei conti Lana Terzi quondam Pace o Pasino, la chiesa parrocchiale dedicata a San Giorgio. I nobili ottennero in cambio da papa Clemente VII un incremento del proprio beneficio, trasmissibile agli eredi, e il giuspatronato sulla parrocchia.
Cremezzano fu definito "Borgo povero" dall'Estimo del 1750.
In seguito all'occupazione del territorio bresciano da parte delle forze francesi (maggio 1796), la costituzione della Repubblica Bresciana (marzo 1797) e la conseguente incorporazione di questa nel Dipartimento del Mella della Repubblica cisalpina (novembre 1797), il comune subì diverse modifiche amministrative. Il 1º maggio 1797 fu inserito nel cantone delle Pianure, mentre nell'anno seguente fu aggregato al distretto dello Strone (maggio) e poi al distretto delle Pianure (ottobre).
Con la riforma amministrativa della seconda repubblica cisalpina (maggio 1801), la cui impostazione fu mantenuta anche con la sua trasformazione in Repubblica Italiana (1802), Cremezzano fu invece inglobato nel distretto II di Chiari. L'istituzione del napoleonico Regno d'Italia (giugno 1805) portò con sé un'altra riforma, all'interno della quale il comune fu inserito nel cantone IV di Orzinuovi a sua volta facente parte del distretto II di Chiari. A partire dal 1º gennaio 1810, la municipalità fu soppressa a causa delle sue ridotte dimensioni e il territorio fu aggregato al comune di Oriano con Pedergnaga e Trignano.
Dopo il Congresso di Vienna (1815), il territorio bresciano entrò a far parte del Regno Lombardo-Veneto, mentre il comune riottenne l'autonomia municipale. Fu assegnato al Distretto XII (dal 1853, XIV) di Orzinuovi della provincia di Brescia.
A seguito degli eventi della seconda guerra d'indipendenza italiana e del passaggio del territorio bresciano al Regno di Sardegna (dal 1861, Regno d'Italia), il comune di Cremezzano fu inserito nel mandamento III di Orzinuovi a sua volta appartenente al circondario II di Chiari della nuova provincia di Brescia.
Il comune rimase autonomo fino al 17 novembre 1927, quando fu aggregato al comune di Pedergnaga, il quale l'anno seguente mutò nome in Pedergnaga Oriano (dal 1964, San Paolo)
Sul finire degli anni venti del XX secolo, si decise di abbattere la cinquecentesca parrocchiale, dato lo stato pericolante in cui si trovava, per essere sostituita da una nuova fabbrica su progetto dello studio Giacomelli. La nuova chiesa fu inaugurata l'8 novembre 1931.